# Kurt Heinrich Wolff
Pour les articles homonymes, voir Wolff.
Kurt Heinrich Wolff, né le 27 mai 1912 à Darmstadt et mort le 14 septembre 2003 à Newton dans le Massachusetts, est un sociologue américain d’origine allemande et traducteur et divulgateur de allemand vers l'anglais de la pensé et de nombreux ouvrages de Georg Simmel et de Karl Mannheim.
De famille juive, la montée du national-socialisme le contraint d’émigrer d’abord à Florence et ensuite aux États-Unis où depuis 1959 il enseignera à l'université Brandeis.

## Éléments biographiques
Wolff a étudié la philosophie à l’université de Francfort ou il suit les cours de Karl Mannheim et ensuite les a poursuivis à l’université de Munich. À cause des lois anti-juives introduites en Allemagne en 1933, avec l'aide de sa future épouse, Carla Bruck, il s'installe en Italie où il poursuit ses études à la faculté de philosophie de l’université de Florence. Grâce à l’ami Aurelio Pace, futur historien et père de l’artiste Joseph Pace, il traduit sa thèse, intitulée "Sociologie de la connaissance", de l’allemand à italien et en 1935 il discute son doctorat avec Ludovico Limentani. Jusqu'en 1939, Wolff reste en Italie. Avec le soutien de sa femme et de son ami Pace, il obtient un emploi comme enseignant avant à Florence et ensuite à Camogli. En raison des lois raciale anti-juives fascistes, Wolff et son épouse quittent l'Italie en 1939. Après un court bref séjour en Angleterre, Wolff s’installe aux États-Unis où, en 1945, il prend la nationalité américaine.
Avec l'aide d'un neveu, en 1939, Wolff obtient un emploi en tant que professeur assistant de sociologie à l'université "Southern Methodist" (Texas). Quatre ans plus tard, en 1943, il reçoit une bourse du "Social Science Research Council", qui lui donne la possibilité de se spécialiser à l'université de Chicago et de faire des recherches sur le terrain au Nouveau-Mexique. L'année suivante, il est nommé professeur de sociologie au "Collège Earlham" (Indiana), et en 1952 à l'université d'État de l'Ohio.
En 1959, il s'installe à l'université Brandeis (Massachusetts), où il travaillera comme professeur ordinaire jusqu'en 1993. De 1964, Wolff devient membre du Conseil du Sociological Abstracts et professeur invité pour une année à l'université de Fribourg (1966-67). Il a été le premier traducteur et divulgateur anglophone de Georg Simmel et de Karl Mannheim.
De 1966 à 1972, Kurt H. Wolff a aussi été le président du Comité de recherche de sociologie de la connaissance de l'Association internationale de sociologie (International Sociological Association), et de 1972 à 1979 président de la Société internationale de sociologie de la connaissance. Wolff a été également membre honoraire de la Société allemande de sociologie.
En 1987, Darmstadt, sa ville natale l’a honoré de la médaille de Johann Heinrich Merck.

## Principaux ouvrages
- Trying Sociology (1974).
- Surrender and Catch (1976).
- Versuch zu einer Wissenssoziologie (1968).
- Hingebung und Begriff. Soziologische Essays (1968).
- Die persönliche Geschichte eines Emigranten, in: Srubar, Ilja (Hg.), Exil, Wissenschaft, Identität. Die Emigration deutscher Sozialwissenschaftler 1933-1945, Francfort-sur-le-Main: suhrkamp, 1988, p. 13-22 (hier auch Quelle).
- Soziologie in der gefährdeten Welt (1998).
- o´Loma! (1989).
- Transformation in the Writing (1995).